# 13 h 15, le samedi
13 h 15 le samedi est un magazine d'information présenté par Laurent Delahousse (ou sa remplaçante au journal de 13 heures jusqu'en 2017) diffusée sur France 2 tous les samedis depuis septembre 2007.
Zoé Varier, journaliste à France Inter, prépare parfois un portrait d'une personnalité anonyme[réf. souhaitée].

## Mon œil
De 2007 à juin 2012, la rubrique Mon œil, préparée par Michel Mompontet, décrypte en quelques minutes l'actualité avec une pointe d'humour et une ironie « anti-système »[réf. souhaitée]. En juin 2012, après 209 numéros, Michel Mompontet, ancien chef du service Culture à la rédaction de France 2, cesse cette chronique. Dans cette rubrique Michel Mompontet utilise souvent l'expression « Ou pas ! », telle « une formule comme une ponctuation devenue une marque de fabrique, un identifiant » selon L'Humanité.